# Бранко Милошевић Металац
Бранко Милошевић Металац (Књажевац, 31. децембар 1923 — Миоковци, код Чачка, 6. новембар 1944) био је учесник Народноослободилачке борбе и народни херој Југославије.

## Биографија
Рођен је 31. децембра 1923. године у Књажевцу. Потицао је из занатлијске породице, а његов отац Јеремија је опанчар. Због лошег материјалног стања, није могао да се школује, па је после основне школе, завршене у Књажевцу, отишао на учење браварског заната. Истовремено са учењем зната, похађао је и вечерњу занатску школу. Током учења занатске школе, прикључио се револуционарној радничкој омладини.
Године 1938. је отишао у Крагујевац, где се запослио у Војно-техничком заводу, али је због своје припадности револуционарном радничком покрету био убрзо отпуштен. Након овога отишао је у Београд, где се запослио у Фабрици авионских мотора у Раковици. Овде се повезао са револуционарном радничком омладином, па је 1939. године примљен у чланство Савеза комунистичке омладине Југославије (СКОЈ).
Због политичке активности, био је отпуштен из фабрике у Раковици, па је након тога отишао у Земун, где се запослио у фабрици авиона „Икраус”. И одавде је био отпуштен због политичке активности, а у међувремену је био и неколико пута хапшен. Из Земуна је отишао у Зеницу, али ни тамо није остао дуго, па је отишао у Загреб, где га је априла 1941. године затекао почетак Априлског рата. Као добровољац се пријавио у Југословенску војску, али је био одбијен, јер није служио војску. Ипак, успео је да се прикључи једној војној јединици с којом се повлачио кроз Босну према Србији. Након капитулације војске, избегао је заробљавање и с две пушке се вратио у Књажевац.

### Народноослободилачка борба
После повратка у Књажевац, повезао се са партијском организацијом и добио задатак да ради са радничком омладином на њеним припремама за оружану борбу. Био је секретар једне скојевске групе, која је свакодневно обилазила околину нишког и сокобањског друма, како би пронашла нешто од одбаченог наоружања бивше Југословенске војске. Своју групу је неколико пута је водио Скробничку клисуру, где је их је подучавао руковањем оружјем. Као један од најангажованијих активиста, на предлог секретара Среског комитета КПЈ за Књажевац Димитрија Тодоровића Каплара био је јула 1941. године примљен у чланство Комунистичке партије Југославије (КПЈ).
Када је 9. августа 1941. године формиран Заглавско-тимочки партизански одред Бранко је постао његов борац. Средином јуна 1943. године, када је формиран Тимочки партизански батаљон Бранко је био постављен за командира вода. Истицао се у свим борбама, а посебно — међу бомбашима и у јуришима. Нарочито се истакао у борбама против Немаца код села Штитарац и против четника Косте Пећанца и Немаца, код села Кренета.
Учествовао је у великој акцији Тимочког батаљона, када је 9. августа 1943. године упао у Књажевац и уништио око 40 вршилица, запалио зграде Среског начелства, општине и поште и демолирао електричну централу. Бранков задатак је био да упадне у рударску амбуланту и још неке установе, с циљем да из њих узме санитетски материјал, одећу и храну за борце.
Октобра 1943. године је постао командир чете, која се нарочито истакла у борбама против четника Драже Михаиловића изнад села Равне и Поткрања. Са својим борцима Бранко је пошао у ова села, не знајући да су тамо четници. Упавши међу размештене четнике, изненађење је било обострано. Бранко је одмах узео пушкомитраљез и почео да пуца. Убивши неколико четника, остали су се разбежали, што је омогућило Првом батаљону тада новооснованог Зајечарског партизанског одреда „Миленко Брковић Црни” да заузме добар положај и одбије напад Књажевачког четничког корпуса.
Бранкова чета је успешно учествовала и у демолирању рудника „Добра срећа” у селу Вина, код Књажевца, крајем октобра 1943. године. Крајем новембра исте године у сукобу са четницима у селу Скробница, био је рањен у десну руку, па је извесно време провео на лечењу. Почетком 1944. године, Зајечарски партизански одред се пребацио на терен Топлице и Јабланице. Овде је Бранко с групом више партизанских руководилаца, марта 1944. године у селу Ивање, код Бојника завршио курс за команданте.
Пре курса, Бранко је био командир Друге чете у Првом батаљону Зајечарског партизанског одреда, а након његовог завршетка био је постављен за команданта Четвртог, а убрзо потом Првог батаљона Девете српске ударне биргаде, која је била формирана 11. марта 1944. године у Јабланици.
Приликом борби за ослобођење Књажевца, 4. септембра 1944. године, Бранко је био међу првим борцима који су ушли у град. Након ослобођења Тимочке крајине, Девета српска бригада је у саставу 23. српске дивизије продужила ка Београду. У току Београдске операције, бригада је водила четрдесетодневне борбе са немачком борбеном групом „Штетнер”, која је била под командом Валтера Штетнера. Ове борбе окончане су пред Београдом 19. октобра 1944. године, уништењем ове борбене групе. Након овога, бригада је кренула према Чачку, где је Бранков батаљон држао положаје код села Миоковци. Приликом напада немачке артиљерије, која повремено пуцала на партизанске положаје, један шрапнел је Бранка погодио у слепоочницу и он је остао на месту мртав, 6. новембра 1944. године.
Указом председника ФНР Југославије Јосипа Броза Тита, 27. новембра 1953. године, проглашен је за народног хероја Југославије.
У Књажевцу су му подигнуте две спомен-бисте — у парку, рад вајара С. Даниловића и у згради Омладинског дома, рад вајара Живорада Максимовића, која је подигнута 1970. године. Такође, на његовој родној кући у Карађорђевој улици је постављена спомен-плоча. Његово име носила је Машинска школа „Бранко Милошевић Металац” у Чачку, али јој је 2003. године промењен назив у Машинско-саобраћајна школа.